# 加勒特縣
加勒特縣（英語：Garrett County）是美国马里兰州最西部的一個縣，東 (部分)、南、西鄰西維吉尼亞州，北鄰宾夕法尼亚州，面積1,699平方公里。根據2020年美國人口普查，共有人口28,806人。縣治奧克蘭（Oakland）。該縣成立於1872年，是該州最近成立的縣；縣名紀念巴爾的摩與俄亥俄鐵路主席約翰·沃克·加勒特。
约克盖尼河（Youghiogheny River）是該州唯一屬密西西比河流域的河流。